# Ctenochira haemosterna
Ctenochira haemosterna är en stekelart som först beskrevs av Alexander Henry Haliday 1838.  Ctenochira haemosterna ingår i släktet Ctenochira och familjen brokparasitsteklar. Arten är reproducerande i Sverige. Inga underarter finns listade i Catalogue of Life.